# Związek Weteranów i Rezerwistów Wojska Polskiego

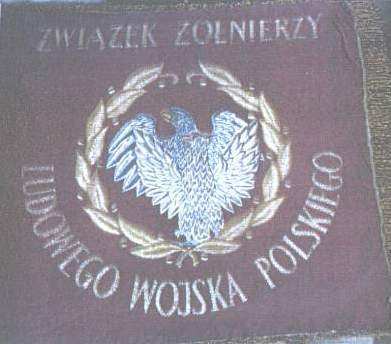
Sztandar Związku Żołnierzy LWP

Związek Weteranów i Rezerwistów Wojska Polskiego im. gen. Franciszka Gągora (do 2010: Związek Żołnierzy Ludowego Wojska Polskiego) – stowarzyszenie powstałe w 1993 roku na znak protestu byłych żołnierzy LWP przeciwko szkalowaniu ze strony środowisk prawicowych dobrego imienia, czci i honoru żołnierzy, którzy w nim służyli zawodowo, odbywali służbę ochotniczo lub z poboru. W dniu 15 lipca 1994 roku, w rocznicę bitwy pod Grunwaldem i wręczenia Sztandaru w Sielcach nad Oką 1 Dywizji Piechoty im. Tadeusza Kościuszki Związek otrzymał Sztandar, ufundowany przez Ministra Obrony Narodowej admirała Piotra Kołodziejczyka. Sztandar wręczył generał dywizji Czesław Laszczkowski. Wręczenie odbyło się w Wesołej pod Warszawą w koszarach 1 Brygady Pancernej w czasie I Ogólnopolskiego spotkania członków Związku. Prezesem Związku do 23 października 2009 roku był pułkownik dyplomowany w stanie spoczynku Roman Orłowski. 
Na VIII Krajowym Zjeździe Delegatów nowym prezesem został wybrany pułkownik w stanie spoczynku magister Ludwik Rokicki. Do Związku mogą wstępować wszyscy, którzy służyli w wojsku (zawodowo i z poboru) w okresie PRL, jak również odbywali służbę wojskową po 1989 roku. 
W dniu 14 lipca 2010 roku na IX Nadzwyczajnym Krajowym Zjeździe Delegatów Związku Żołnierzy Ludowego Wojska Polskiego podjęto uchwałę o zmianie nazwy Związku w brzmieniu: Związek Weteranów i Rezerwistów Wojska Polskiego.
W dniu 17 października 2013 r. na XI Krajowym Zjeździe Delegatów ZWiRWP im. generała Franciszka Gągora nowym prezesem Związku został wybrany pułkownik w stanie spoczynku doktor Wiesław Korga, a płk Ludwik Rokicki został prezesem honorowym.